# Manifesto: Day 1
Manifesto: Day 1 – trzeci minialbum południowokoreańskiej grupy Enhypen, wydany 4 lipca 2022 roku przez wytwórnię Belift Lab. Płytę promował singel „Future Perfect (Pass the Mic)”.

## Lista utworów
| CD | CD                              | CD | CD                       | CD      |
| Nr | Tytuł utworu                    | Tekst | Producent                | Długość |
| -- | ------------------------------- | --- | ------------------------ | ------- |
| 1. | „Walk the Line”                 | Wonderkid, Shin Kung, Hybe, Ca$hcow, Soma Genda, "Hitman" Bang, El Capitxn, Vendors (polar)                             | Wonderkid, Shin Kung     | 2:04    |
| 2. | „Future Perfect (Pass the Mic)” | Wonderkid, "Hitman" Bang, Supreme Boi, Jacob Aaron, The Hub 88                                                          | Wonderkid, "Hitman" Bang | 3:01    |
| 3. | „ParadoXXX Invasion”            | Wonderkid, Alexander Karlsson, BreadBeat, Supreme Boi, Danke, January 8th, Lee Seuran, "Hitman" Bang, Aaron, The Hub 88 | Wonderkid, BreadBeat     | 3:07    |
| 4. | „TFW (That Feeling When)”       | Wonderkid, DJ Kayvon, Softserveboy, Alex Keem, Danke, Perc%nt, Jo MiyangJ, o Yoonkyung, Shin Kung, January 8th          | Wonderkid                | 3:18    |
| 5. | „Shout Out”                     | Waveshower, Andy Love, Lee Leejin, Goo Taewoo, "Hitman" Bang, Danke, Jake                                               | Waveshadow               | 3:48    |
| 6. | „Foreshadow”                    | Wonderkid, Ca$hcow, Hybe, "Hitman" Bang                                                                                 | Wonderkid, Ca$hcow       | 2:27    |

## Notowania
| Lista                                       | Pozycja |
| ------------------------------------------- | ------- |
| South Korean Albums (Circle)                | 2       |
| Austrian Albums (Ö3 Austria)                | 20      |
| Belgian Albums (Ultratop Flanders)          | 13      |
| Belgian Albums (Ultratop Wallonia)          | 6       |
| Croatia International Albums (HDU)          | 30      |
| Finnish Albums (Suomen virallinen lista)    | 12      |
| French Albums (SNEP)                        | 10      |
| Hungarian Albums (MAHASZ)                   | 7       |
| Oricon Weekly Album Chart (Japonia)         | 1       |
| Billboard Japan Hot Albums                  | 1       |
| Polish Albums (ZPAV)                        | 8       |
| Swedish Physical Albums (Sverigetopplistan) | 13      |
| Swiss Albums (Schweizer Hitparade)          | 15      |
| Billboard 200                               | 6       |
| World Albums (Billboard)                    | 1       |

## Nagrody w programach muzycznych
| Program               | Data          | Źródło |
| --------------------- | ------------- | ------ |
| Music Bank (KBS2)     | 15 lipca 2022 | [ 12 ] |
| Show Champion (MBC M) | 13 lipca 2022 | [ 13 ] |
| The Show (SBS MTV)    | 12 lipca 2022 | [ 14 ] |

## Sprzedaż
| Kraj             | Sprzedaż   |
| ---------------- | ---------- |
| Japonia          | 140 361+   |
| Korea Południowa | 1 395 608+ |
| USA              | 38 000+    |